# Eldəniz Əzizli
Eldəniz Yamən oğlu Əzizli (ur. 20 kwietnia 1992) – azerski zapaśnik walczący w stylu klasycznym. Mistrz świata w 2018, 2022, 2023 i 2024; trzeci w 2019 i 2021. 
Zdobył osiem medali na mistrzostwach Europy w latach 2011 - 2025. Triumfator igrzysk solidarności islamskiej w 2021. Trzeci na uniwersjadzie w 2013. Trzeci w indywidualnym Pucharze Świata w 2020. Pierwszy w Pucharze Świata w 2013, drugi w 2022 i szósty w 2011. 
Trzeci na ME U-23 w 2015. Mistrz świata juniorów w 2010 i 2012, a Europy w 2010 i 2011. Mistrz Azerbejdżanu w 2011 i drugi w 2012 roku.